# 索斯涅夫斯科耶农村居民点
索斯涅夫斯科耶农村居民点（俄语：Сосневское сельское поселение）是俄罗斯联邦伊万诺沃州扎沃尔日斯克区所属的一个农村居民点。其下辖有18个居民点，行政中心为多尔马托夫斯基。据2016年统计，该农村居民点的人口为898人。